# Estación de Walchwil
La estación de Walchwil es una estación ferroviaria de la comuna suiza de Walchwil, en el Cantón de Zug.

## Historia y situación
La estación de Walchwil fue inaugurada en el año 1897 con la puesta en servicio de la línea Thalwil - Arth-Goldau por parte del Schweizerischen Nordostbahn (NOB). En 1902 la compañía pasaría a ser absorbida por SBB-CFF-FFS. En el año 2004 en la estación se acometieron una serie de reformas con la puesta en servicio de la red de trenes de cercanías Stadtbahn Zug.
Se encuentra ubicada en el centro del núcleo urbano de Walchwil. Cuenta con un andén central al que acceden dos vías pasantes, a las que hay que añadir una vía topera. En 2016 está previsto que se inicien las obras de duplicación de vía entre Zug Oberwil y Walchwil para solucionar el problema de la saturación del tramo.
En términos ferroviarios, la estación se sitúa en la línea Thalwil - Zug - Arth-Goldau. Sus dependencias ferroviarias colaterales son la estación de Walchwil Hörndli hacia Thalwil y la estación de Arth-Goldau, extremo de la línea.

## Servicios ferroviarios
Los servicios ferroviarios de esta estación están prestados por SBB-CFF-FFS.

### Stadtbahn Zug
De la red de cercanías Stadtbahn Zug pasa una línea por la estación:
- S 2 Baar Lindenpark - Zug - Walchwil - Arth-Goldau - Brunnen - Erstfeld